# Heterusia mendaciaria
Heterusia mendaciaria là một loài bướm đêm trong họ Geometridae.